# Купальский венок

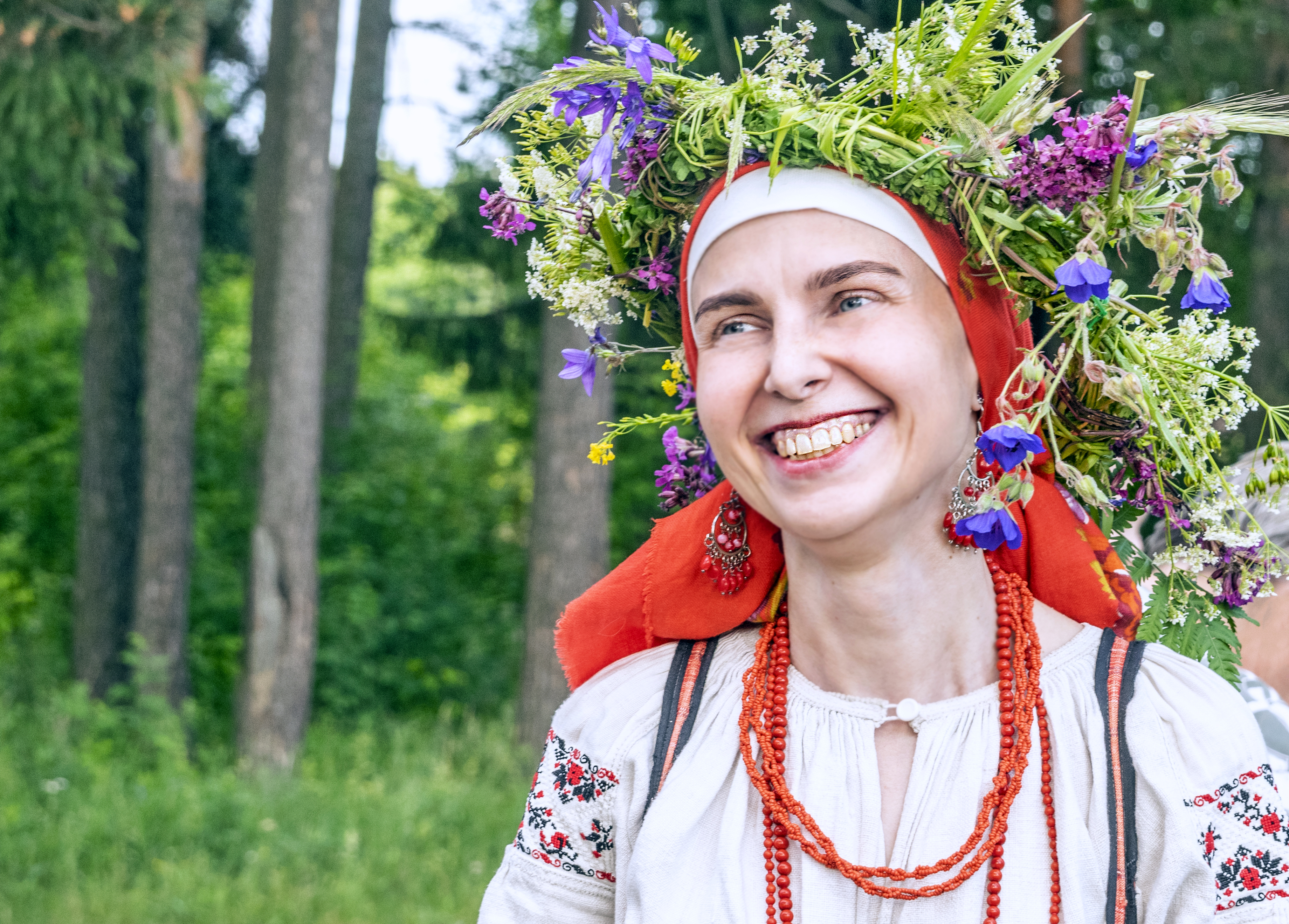
Купальский венок на голове у женщины

Купа́льский вено́к — ритуальный предмет, элемент убранства, обязательный атрибут купальских игрищ. Изготавливался из свежей зелени и цветов до начала празднования Ивана Купалы у костра.
В купальских обрядах и играх венки служили обязательным головным украшением их участников (преимущественно девушек), а также атрибутом молодёжных игр и хороводов (обмен венками, отбирание и выкуп, бросание и ловля их и т. п.).

## Традиции

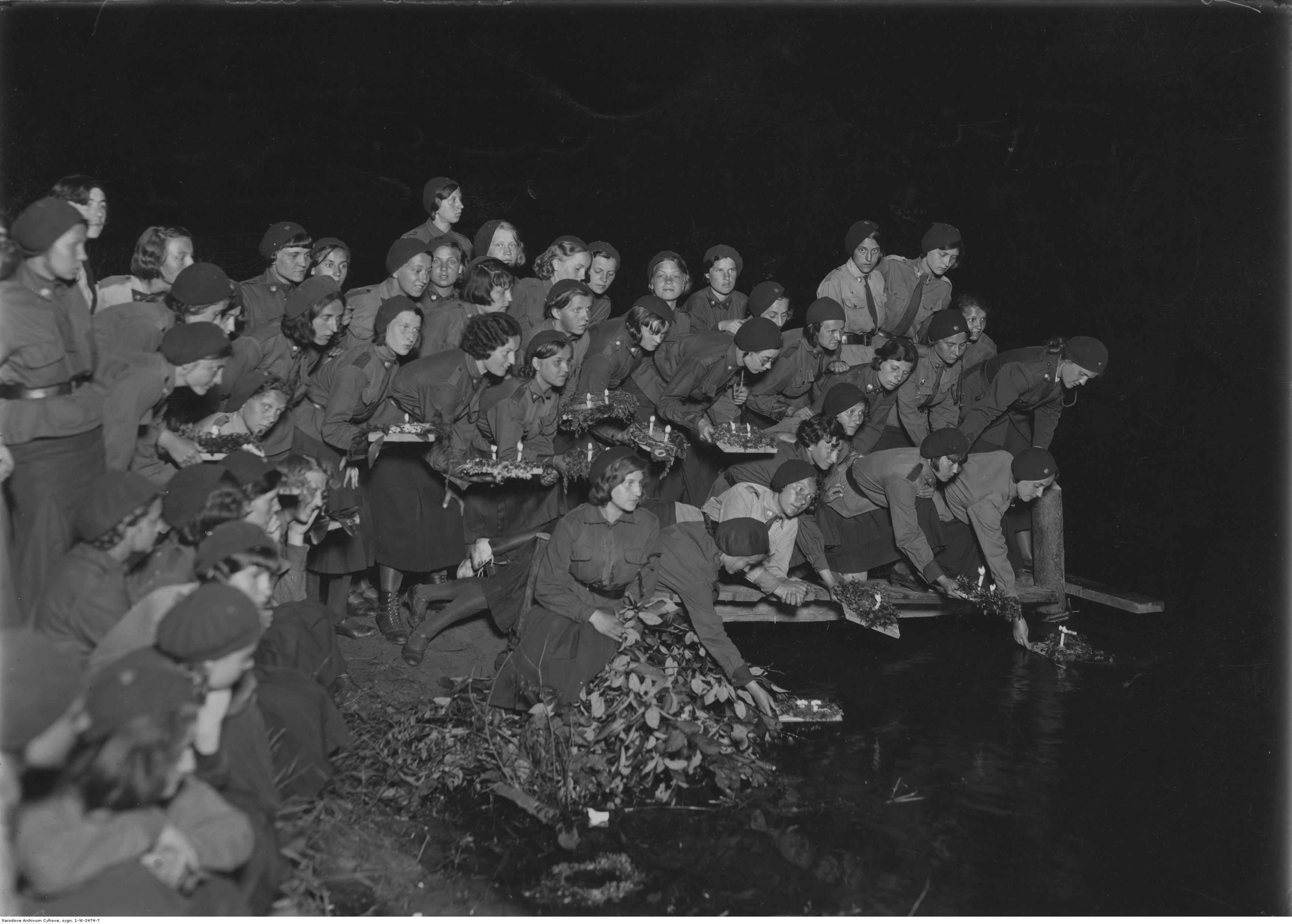
Участницы Женской военно-подготовительной части (Przysposobienie Wojskowe Kobiet) гадают на венках на Купалу, деревня Спала (Лодзинское воеводство, Польша), 1942 г.

Обрядовое употребление купальского венка связано также с магическим осмыслением его формы, сближающей венок с другими круглыми и имеющими отверстия предметами (кольцом, обручем, калачом и т. п.). На этих признаках венка основаны обычаи доить или процеживать молоко сквозь него, пролезать и протаскивать что-либо через венок, смотреть, переливать, пить, умываться сквозь него.
Дополнительную семантику сообщают венку особые свойства растений, послуживших для них материалом (напр., барвинка, базилика, розы, герани, ежевики, папоротника, дубовых и берёзовых веток и т. п.), а также символика самого действия по его изготовлению — витья, плетения (ср. значение таких предметов, как веник, жгут, нить, сеть и т. п.). Полтавской, Черниговской, Харьковской, Киевской губерниях венки плели из кануфера, любистка, зирока, божьего дерева, секирок, барвиночек, василька, мяты, руты, резеды и других душистых трав.
Изготовление венка представляет собой особый ритуал, регламентирующий состав исполнителей (обычно девушки, женщины), обрядовое время и место плетения (например, гумно), число, размер и форму венка, способ плетения, дополнительные украшения (нитки, ленты, чеснок и т. п.).
На заключительном этапе обряда венок чаще всего уничтожали: сжигали в костре, бросали в воду, в колодец, забрасывали на дерево, относили на кладбище и т. п. Часть венков сохраняли, используя затем для лечения, защиты полей от градобития, относили в огороды против червей. У восточных и западных славян гадали по венкам: их бросали в реку и по движению в воде пытались узнать судьбу; оставляли венки на сутки во дворе, примечая, чей венок завянет (тому грозит несчастье); подкладывали на ночь под подушку, чтобы увидеть вещий сон; забрасывали венки на деревья — зацепившийся с первого броска венок сулил скорое замужество. В южной Польше плели из полевых цветов большой венок и водружали его на верхушку сжигаемого дерева: если венок падал на землю не догоревшим, это считалось плохим знаком.

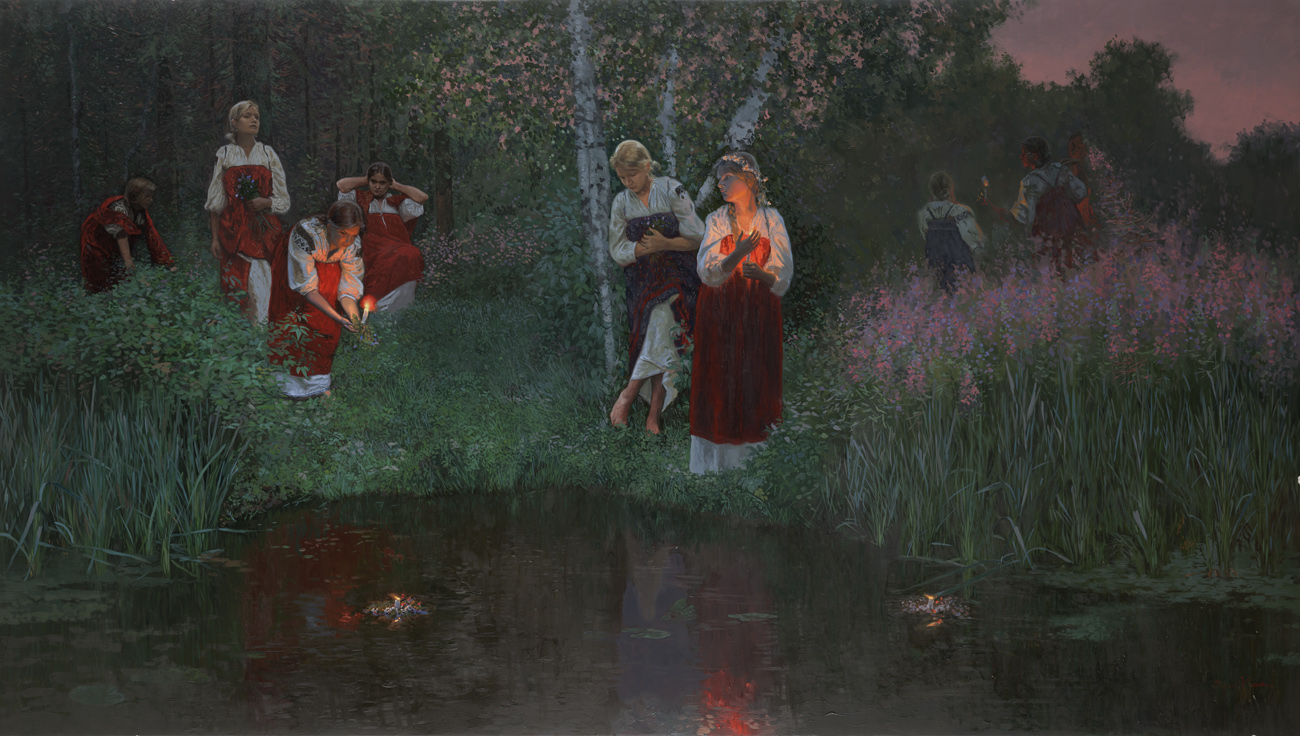
Гадание на венках, картина С. Л. Кожина (2008 г.)

Купальские венки, как и троицкие, использовались для защиты дома, скота, огородов: их вешали над дверями домов и хлевов, «чтобы зло не проникало» (силез.); клали на грядки с горохом и бобами, «чтобы молния цвета не опалила» (краков.); надевали на рога коровам «против ведьм» (полес.).
Для придания венкам большей магической и целебной силы поляки и лужичане плели их рано утром в день святого Яна в полном молчании из трав нечётного количества, добавляя остро пахнущие и жгучие растения.
Если венки не были использованы в течение года, то накануне следующего праздника Купалы их сжигали; выбрасывать венки запрещалось, так как считалось, что вновь собранные купальские травы не будут помогать.
Очистительные и целебные свойства приписывались ивановским венкам и у южных славян. В северо-западной Болгарии в Иванов день делали один большой венок, через который пролезали по очереди все участники обряда «для здоровья». Такой венок сохраняли в течение года и в случае болезни протаскивали через него больного. Сербы в Иванов день делали много венков, вплетали в него чеснок, бросали в огород, поле, загоны для скота, на крышу дома для защиты от порчи, купали больных водой, в которую опускали ивановский венок. В западной Сербии (Драгачево) считали, что охранительной силой обладает и венок, сплетённый в Петров день: его вешали на ворота, а при приближении градовой тучи хозяйка срывала его и махала в сторону тучи, чтобы отогнать её.